# 朱茂曙
朱茂曙（?—?），字子蘅，浙江嘉興梅裡人。

## 生平
家贫。明末諸生，明亡後棄去，“弊衣破帽，口不谈天下事，惟与里中耆老，枯棋一局”。早年以文受知於吳范君。门人私谥为安度先生。

## 家族
父朱大竞。
有子朱彝尊。